# Nemanja Kojić
Nemanja Kojić (sinh ngày 3 tháng 2 năm 1990) là một cầu thủ bóng đá người Serbia.

## Sự nghiệp câu lạc bộ
Nemanja Kojić đã từng chơi cho Tokyo Verdy.